# Thelon River
Thelon River (Inuktitut: Akilinik) är en 900 km lång flod i Kanada. Källan är Whitefish Lake i Northwest Territories och floden flyter österut för att mynna i Baker Lake i Nunavut. Den slutliga mynningen är i Hudson Bay, nära Chesterfield Inlet.